# (2336) Xinjiang
(2336) Xinjiang est un astéroïde de la ceinture principale.

## Description
(2336) Xinjiang est un astéroïde de la ceinture principale. Il fut découvert le 26 novembre 1975 à Nanking par l'observatoire de la Montagne Pourpre. Il présente une orbite caractérisée par un demi-grand axe de 3,19 UA, une excentricité de 0,16 et une inclinaison de 2,8° par rapport à l'écliptique.

## Compléments